# Daniela Sabatino
Daniela Sabatino (Isernia, Italia 26 de junio de 1985) es una futbolista italiana que juega como delantera en la ACF Fiorentina de la Serie A de Italia.